# Trochamminoides
Trochamminoides es un género de foraminífero bentónico de la familia Lituotubidae, de la superfamilia Lituotuboidea, del suborden Lituolina y del orden Lituolida. Su especie tipo es Trochammina proteus. Su rango cronoestratigráfico abarca desde el Cretácico hasta la Actualidad.

## Discusión
Clasificaciones previas incluían Trochamminoides en el suborden Textulariina del orden Textulariida, o en el orden Lituolida sin diferenciar el suborden Lituolina. Clasificaciones posteriores incluyen Trochamminoides en la Familia Trochamminoidae.

## Clasificación
Se han descrito numerosas especies de Trochamminoides. Entre las especies más interesantes o más conocidas destacan:
- Trochamminoides proteus

Un listado completo de las especies descritas en el género Trochamminoides puede verse en el siguiente anexo.